# AFC Dacia Unirea Brăila
AFC Dacia Unirea Brăila was een Roemeense voetbalclub gevestigd in de stad Brăila. 

## Geschiedenis
De club werd opgericht in 1919 en was het grootste deel van zijn bestaan actief in de tweede klasse. Enkel Gaz Metan Mediaș speelde vaker in de tweede klasse. Tussen 1990 en 1994 speelde de club wel in de hoogste klasse. De beste notering was een zesde plaats in 1992. Het jaar erop verloor de club de bekerfinale van Universitatea Craiova. Na de degradatie in 1994 slaagden ze er niet meer in terug te keren. 

## Seizoenen
| Competitie | Aantal | Periode |
| ---------- | ------ | --- |
| Liga 1     | 4      | 1990-1994 |
| Liga 2     | 56     | 1934-1937, 1938-1940, 1953-1954, 1960-1963, 1964-1967, 1968-1990, 1994-1999, 2001-2007, 2010-2019, 2021-2022 |

## Naamswijzigingen
| Naam       | Periode                               |
| ---------- | ------------------------------------- |
| 1919–1928  | Dacia Brăila                          |
| 1928–1936  | Dacia Unirea Brăila                   |
| 1936–1938  | Dacia Unirea Ignatz Goldenberg Brăila |
| 1938–1939  | Dacia Unirea Brăila                   |
| 1939–1944  | FC Brăila                             |
| 1946–1947  | Dacia Unirea Brăila                   |
| 1948–1949  | Progresul Brăila                      |
| 1953–1955  | Metalul Brăila                        |
| 1955–1956  | Energia Brăila                        |
| 1960–1962  | CSM Brăila                            |
| 1962–1963  | Progresul Brăila                      |
| 1963–1964  | Laminorul Brăila                      |
| 1964–1965  | Constructorul Brăila                  |
| 1965–1975  | Progresul Brăila                      |
| 1975–1980  | FC Brăila                             |
| 1980–1991  | FCM Progresul Brăila                  |
| 1991–2006  | Dacia Unirea Brăila                   |
| 2006–2015  | CF Brăila                             |
| 2015–heden | Dacia Unirea Brăila                   |